# Akrea
Akrea ist eine ehemalige, 2004 unter dem Namen Inner Aggression im Oberpfälzischen Erbendorf gegründete Melodic-Death-Metal-Band. 2008 gingen sie bei Drakkar Entertainment unter Vertrag, womit auch ihr Namenswechsel einherging, und veröffentlichten im April 2009 ihr Akrea-Debüt Lebenslinie.

## Geschichte
Zum Jahreswechsel 2004/2005 beschlossen Jonas Nelhiebel, Fabian Panzer und Christian Simmerl die Band „Inner Aggression“ zu gründen. Noch im selben Jahr fand sich mit Sebastian Panzer, dem Bruder von Fabian, ein Sänger, womit das erste Line-up komplett war. 2006 stieg der Gitarrist Stephan Schafferhans bei der Band ein, und das erste Studioalbum, Beginning of an inner war, wurde in Eigenregie produziert und veröffentlicht. Nach zahlreichen Live Shows wurde das auf Metal spezialisierte Plattenlabel Drakkar Entertainment auf die Band aufmerksam.
Im November 2008 unterzeichnete Akrea einen Vertrag mit Drakkar Entertainment und veröffentlichte das zweite Studioalbum Lebenslinie, welches mit Victor „V. Santura“ Bullok (Ex-Celtic Frost, Dark Fortress) als Produzent aufgenommen wurde. Zum Lied Imperium wurde mit dem Regisseur Alexander Mayer ein Musikvideo gedreht. Die Albumpromotion fand im Rahmen der Schre!nachten-Tour mit Die Apokalyptischen Reiter im Dezember 2009 statt, die durch ganz Deutschland führte und der Band erstmals eine Möglichkeit gab, überregional ihre Bekanntheit zu vergrößern.
Im Juni 2010 begannen die Arbeiten zum Album Lügenkabinett, welches am 22. Oktober des gleichen Jahres erschienen ist. Das Album wurde erneut in den Woodshed-Studios durch Victor „V. Santura“ Bullok produziert und erschien auch in einer Limited-Edition mit zwei Bonustracks. 2011 wurde zum Lied Meteor ein Musikvideo veröffentlicht. Es zeigt Ausschnitte von Konzerten der Band auf der „Moral und Wahnsinn Tour 2011“ (erneut mit den Die Apokalyptischen Reiter), und „soll vor allem die Atmosphäre der Auftritte vermitteln“, so Gitarrist Stephan Schafferhans.
2012 und 2013 trat die Band auf mehreren Festivals auf, u. a. auf dem Metalfest 2012 und dem Rockharz Open Air 2013. Parallel dazu wurde das dritte Studioalbum vorbereitet, welches im August 2013 erschien. Die Zeit der Aufnahmen dafür im Woodshed-Studio wurde durch Studioreports in Videoform dokumentiert. Zum Lied Feuer und Licht wurde ein Musikvideo, sowie für Schleier aus Blüten ein Lyricvideo veröffentlicht.
Am 7. Februar 2014 gab die Band nach 10 Jahren Bandgeschichte auf ihrer Homepage offiziell ihre Auflösung bekannt. Die Musiker gaben an die Zusammenarbeit Ende des Jahres beenden zu wollen, als Gründe für die Auflösung wurden berufliche Karriere sowie Pläne der Familiengründung genannt.
Seit 2018 sind die 3 ehemaligen Bandmitglieder Sebastian Panzer, Stephan Schafferhans und Christian Simmerl in der Band Aspar aktiv.

## Stil
Der Stil von Akrea lässt sich dem Melodic Death Metal zuordnen, jedoch findet man immer wieder Elemente des Black-, Thrash-, Pagan- und Viking Metal. Sebastian Kessler beschreibt in seinem Review zu Lebenslinie im Metal Hammer den Musikstil als „Die Apokalyptischen Reiter in härter[...]“ Der Gesang wird von Sebastian Panzer fast ausschließlich gescreamt. Metal Hammer Redakteur Florian Krapp beschreibt dieses als „zu kantig“ und empfindet ihn als „limitier[ung]“ der Musik.
Die Texte, welche von Sebastian Panzer ausschließlich auf Deutsch geschrieben werden, handeln überwiegend von der Existenz und der Psyche des Menschen, was er metaphernreich durch und mit der Fantasiewelt „Akrea“ ausdrückt. Der Bandname ist also Synonym der fiktiven Welt, von der die Songtexte erzählen.
In ihrem zweiten Album Lügenkabinett behandelt die Band dagegen vor allem allgemeine gesellschaftskritische Themen, welche auch leichter interpretierbar nachzuvollziehen sind. Themen sind zum Beispiel die sich ausbreitende Internet-Kultur oder die zunehmende Ruhelosigkeit der Gesellschaft.

## Diskografie

### Als Inner Aggression
- 2005: Inner Aggression (Demo)
- 2006: Nächtliches Blut (Demo, unveröffentlicht)
- 2007: Beginning of an Inner War (Studioalbum in Eigenproduktion)

### Als Akrea
- 2009: Lebenslinie (Drakkar Entertainment)
- 2010: Lügenkabinett (Drakkar Entertainment)
- 2013: Stadt der toten Träume (Drakkar Entertainment)

## Musikvideos
- 2009: Imperium
- 2011: Meteor
- 2012: Auf los gehts los
- 2013: Feuer und Licht